# Vanilla acuta
Vanilla acuta es una planta trepadora perenne de tallo suculentos, que produce un tallo que puede tener una longitud de 10 a 22 metros. La planta se convierte en árbol, manteniéndose a sí misma por medio de raíces aéreas que se producen a partir de los nudos del tallo. A menudo es epífita, o se vuelve epifítica a medida que la porción inferior del tallo se seca y muere.
Las vainas de semillas a veces se cosechan para uso local como saborizante.

## Hábitat
Bosque, florecen en climas tropicales durante todo el año mientras que en climas más fríos entre finales de invierno y verano, crecen en el norte de Sudáfrica.

## Usos comestibles
Las vainas pueden usarse como saborizante de alimentos como la vainilla (Vanilla planifolia), aunque su fragancia es menos fuerte.